# 村田修次
村田 修次（むらた しゅうじ、1973年7月11日 - ）は、東京都八王子市出身・在住のボートレーサー。東京都立富士森高等学校卒業。登録第3826号。身長166cm。血液型A型。78期。東京支部所属。ニックネームは「ムラッシュ」。師匠は長岡茂一、弟子には富樫麗加らがいる。

## 来歴
- 1996年5月16日から多摩川競艇場で開催された 一般戦でデビュー。（5着）
- 1996年6月7日から平和島競艇場で開催された 一般戦初日で初勝利。
- 1997年6月20日から芦屋競艇場で開催された 新鋭リーグで初優出（デビュー1年2か月）
- 1999年2月2日から平和島競艇場で開催された 一般戦で初優勝。（デビュー2年9ヶ月）
  - このレースではフライング艇が出ての「恵まれ」での優勝であったが、翌節の津競艇場で開催された一般戦の優勝戦では5コースからまくり差しと、自力で連続優勝を決めた。
- 1999年9月23日から多摩川競艇場で開催された G1「ダイヤモンドカップ」でG1初出場。（デビュー3年5ヶ月）
- 2003年7月5日から多摩川競艇場で開催されたG1「ウエイキーカップ」でG1初優出。
- 2004年7月27日から若松競艇場で開催された SG「第9回オーシャンカップ」でSG初出場。8月1日の準優勝戦第11Rでは西田靖のフライングもあったが、5コースから展開をとらえてまくり差しを決め、SG初優出も果たす。8月2日の優勝戦12Rは1号艇だったものの、田村隆信のまくり強襲にあって5着。
- 2005年11月2日平和島競艇場で開催された 一般戦で9戦9勝の完全優勝を達成。
- 2007年9月19日から多摩川競艇場で開催された G1「ウェイキーカップ」で4コースから捲りを決めてG1初優勝。
- 2020年4月21日からボートレース津で開催された G1「第21回マスターズチャンピオン」で優勝。自身12年7か月ぶりのGI優勝となった。

## 人物・エピソード
- プロペラグループは「BPクラブ」に所属。またモーターの整備力にも定評があり、その腕前には東京支部の先輩レーサーだった熊谷直樹（引退）も一目置いていた[1]。
- 競艇選手になる前はオートバイのレースに打ち込んでいた。その頃、たまたまテレビで見かけた本栖の訓練風景で競艇選手に興味を持ち受験したところ合格。

## G1優勝
- 開設53周年記念GIウェイキーカップ（2007年多摩川競艇場）[2]
- 第21回マスターズチャンピオン（2020年津競艇場）

## 戦績
- 出走回数：5955回
- 1着回数：1617回
- 優出回数：243回
- 優勝回数：53回
- SG優出回数：1回
- G1優出回数：12回
- G1優勝回数：2回
- フライング(F)回数：33回
- 出遅れ(L)回数：2回
- 通算勝率：6.73
- 2連対率：48.66
- 3連対率：67.34
- 生涯獲得賞金：775,213,053円